# La Paz (departement), Honduras
Departamento de La Paz är ett departement i Honduras. Det ligger i den sydvästra delen av landet, 80 km väster om huvudstaden Tegucigalpa. Antalet invånare är 173 731. Arean är 2 331 kvadratkilometer.
Terrängen i Departamento de La Paz är huvudsakligen bergig.
Departamento de La Paz delas in i kommunerna:

1. Aguanqueterique
2. Cabañas
3. Cane
4. Chinacla
5. Guajiquiro
6. La Paz
7. Lauterique
8. Marcala
9. Mercedes de Oriente
10. Opatoro
11. San Antonio del Norte
12. San José
13. San Juan
14. San Pedro de Tutule
15. Santa Ana
16. Santa Elena
17. Santa María
18. Santiago Puringla
19. Yarula

Följande samhällen finns i Departamento de La Paz:

- La Paz
- Marcala
- Aguanqueterique
- Yarumela
- Santiago Puringla
- Cane
- San Pedro de Tutule
- San José
- Los Planes
- Tepanguare
- San Antonio del Norte
- La Florida